# Эйкен, Фритс
Фритс Эверт Эйкен (нидерл. Frits Evert Eijken, 30 июня 1893, Джакарта — 6 июня 1978, Зволле) — голландский гребец, чемпион Европы 1921 года, победитель Diamond Challenge Sculls, участник летних Олимпийских игр 1920 года.

## Биография
На летних Олимпийских играх Эйкен дебютировал в 1920 году в Антверпене. Голландский гребец смог уверенно выиграть свой заезд на предварительном этапе. В полуфинале соперником Эйкена стал молодой британец Джек Бересфорд, который и выиграл этот заезд, опередив Эйкена на 5,4 с. По итогам Олимпийских игр голландский гребец занял обидное 4-е место.
В 1921 году Эйкен смог взять реванш у Бересфорда, причём сделал он это на родине британца, в рамках самых престижных гребных соревнований того времени — «Бриллиантовых вёсел». После этой победы другой голландский гребец Янус Омс, ставший в 1892 году первым иностранным победителем соревнований одиночек на Хенлейской королевской регате, передал Эйкену национальный трофей «Золотой пояс», который тот, в свою очередь, отдал в 1929 году Ламбертусу Гюнтеру. Также в 1921 году Фритс Эйкен выиграл домашний чемпионат Европы, победив в решающем заезде итальянца Нино Кастеллани.

## Личная жизнь
- Жена — Мария Корнелия Эйкен (Калкун).